# Bob Dylan
Pour les articles homonymes, voir Dylan et Zimmerman.
Robert Allen Zimmerman, dit Bob Dylan [bɑb ˈdɪlən], est un auteur-compositeur-interprète, musicien, peintre, sculpteur, cinéaste et poète américain, né le 24 mai 1941 à Duluth, dans le Minnesota. Il est l'une des figures majeures de la musique populaire mondiale.
Ses œuvres les plus célèbres datent majoritairement des années 1960. À une époque, il fut chroniqueur informel des troubles sociaux aux États-Unis, avec des chansons d'abord explicites puis de plus en plus allégoriques comme Masters of War, Blowin' in the Wind, The Times They Are a-Changin', A Hard Rain's a-Gonna Fall, Gates of Eden, All Along the Watchtower, Ballad of a Thin Man, ou encore Like a Rolling Stone (élue plus grande chanson de tous les temps par le magazine Rolling Stone). Certaines de ses chansons comme Blowin' in the Wind et The Times They Are a-Changin' sont devenues des hymnes anti-guerre — en particulier contre la guerre du Vietnam — et des mouvements civiques de l'époque. L'un de ses albums studio plus tardifs, Modern Times, publié en 2006, est entré directement à la première place dans le classement Billboard 200 et a été nommé « Album de l'année » par Rolling Stone.
Dans ses premières chansons, Dylan a abordé les questions sociales. Si à ses débuts il faisait souvent référence aux symboles de la contre-culture de l'époque, il s'en est par la suite démarqué en orientant son écriture vers une facture de plus en plus allégorique et symboliste. Tout en élargissant et en personnalisant les styles musicaux abordés, il a mis l'accent sur de nombreuses traditions de la musique américaine : folk, country, blues, gospel, rock 'n' roll et rockabilly, ainsi que sur les musiques folk anglaise, écossaise et irlandaise.
Depuis le début de sa carrière, Dylan a marqué la culture musicale contemporaine par ses textes et par sa recherche de voies nouvelles (allant parfois même à l’encontre des attentes de son public). En témoignent les nombreux artistes de premier plan qui revendiquent son influence (The Beatles, Neil Young, Bruce Springsteen, Paul Simon, Jeff Buckley, Tom Waits, Elvis Costello, Chrissie Hynde et bien d'autres) ou le vaste répertoire des chansons qu'il a composées, dans lequel puisent des musiciens de tous horizons et de toutes générations (Jimi Hendrix, Elvis Presley, The Beach Boys, Jerry Garcia, Mark Knopfler, U2, PJ Harvey, Syd Barrett, Guns N' Roses, Billy Strings, etc.).
Les références dont s’inspire Bob Dylan pour faire évoluer son art sont non seulement à rechercher du côté de musiciens légendaires des États-Unis d'Amérique, tels Hank Williams (country), Pete Seeger, Woody Guthrie (baladins syndicalistes) et Robert Johnson (l'un des fondateurs du blues), mais aussi chez des écrivains de la Beat Generation, comme Jack Kerouac ou Allen Ginsberg. Il a également puisé son inspiration dans l'œuvre d'Arthur Rimbaud, auquel il a été comparé,, ou celle de dramaturges tel Bertolt Brecht.
Complexe, en constante évolution (sur scène il réinvente régulièrement ses standards), s'inscrivant dans différents registres, allant du rock agressif aux ballades, et proche des aspirations sociales et culturelles des époques qu’elle a traversées, l’œuvre de Bob Dylan, qui a contribué au rayonnement de la culture populaire américaine, est couronnée le 13 octobre 2016 quand il obtient le prix Nobel de littérature « pour avoir créé de nouvelles expressions poétiques dans la grande tradition de la chanson américaine »,,,.

## Biographie

### Origines
Les grands-parents de Robert Zimmerman, juifs d'Europe de l'Est, fuient les pogroms antisémites de la fin du XIXe et du début du XXe siècle. Son grand-père maternel, Ben D. Stone, s'installe à Hibbing, tandis que son grand-père paternel, Zigman Zimmerman, qui a fui Odessa en 1907, s'installe à Duluth, deux villes situées dans le Minnesota. Beatrice Stone (1915-2000) et Abraham Zimmerman (1911-1968), deux de leurs enfants, se marient en 1934 et donnent naissance à Robert (Bob) le 24 mai 1941, loin des combats, loin de l'Europe « cimetière des Juifs » (ce qui a fait dire plus tard à Dylan : « Le monde volait en morceaux et déjà le chaos fichait son poing dans la figure des nouveaux venus »). Il reçoit le nom juif de Shabtai Zisel ben Avraham (שבתאי בן אברהם en hébreu),,. Il passe sa petite enfance à Duluth où sa mère est couturière tandis que son père occupe un bon emploi salarié dans une des sociétés pétrolières issues de la scission de la Standard Oil en 1914, lui permettant de subvenir correctement aux besoins de la famille. En 1947, il déménage avec ses parents et son jeune frère David à Hibbing, ville natale de Beatty.
Dans le premier volume de son autobiographie, Dylan écrit que sa grand-mère maternelle portait le nom de Kirghiz, que la famille de celle-ci avait vécu à Trébizonde (Trabzon), sur la côte turque de la mer Noire. Bien qu'elle eût grandi dans le district de Kağızman, elle venait d'Istanbul. Son grand-père maternel était également originaire de Trébizonde.

### Hibbing

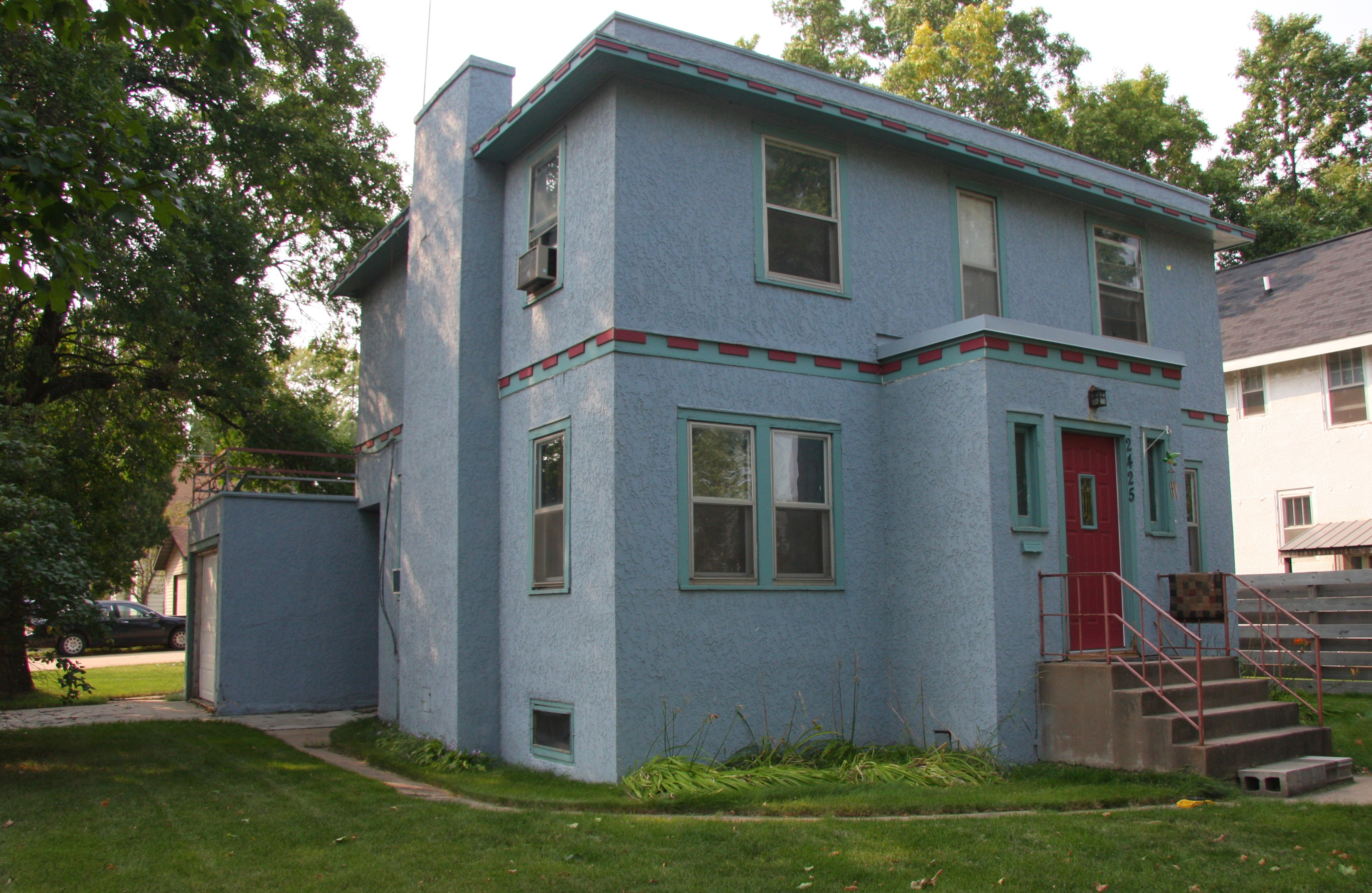
La maison d'enfance de Robert Zimmerman (Bob Dylan), 2425 Septième Avenue Est, Hibbing (Minnesota), États-Unis.

Hibbing est à l'époque une ville minière, d'environ 17 000 habitants. Les mœurs y sont conservatrices et de tradition chrétienne. Son père, Abraham, fréquente le Rotary Club de la ville et une loge juive maçonnique : le B'nai B'rith. Guéri de la poliomyélite contractée à Duluth, il ouvre ensuite un magasin d'électroménager.
Vers l’âge de 8 ou 9 ans, Robert s’initie au piano, et plus tard à la guitare et à l’harmonica. Il se passionne tout d’abord pour la musique country de Hank Williams dont il répète les morceaux, et écoute les stations de radio qui diffusent du blues, tel que celui de Muddy Waters, Howlin' Wolf, John Lee Hooker ou Jimmy Reed. Il est également influencé par Elvis Presley, Buddy Holly, Gene Vincent, Bill Haley et Little Richard, dont la gestuelle scénique et les attitudes anticonformistes fascinent les adolescents autant qu'elles déplaisent à leurs aînés.
À l'école secondaire, l'adolescent intègre des petites formations musicales, telles que The Golden Chords, avec lesquelles il joue dans des fêtes et des talent contests. Il étend sa culture musicale en échangeant des disques de jazz et de rhythm and blues avec des amis partageant son goût pour la musique. Il quitte l'école secondaire en 1959 avec son diplôme de fin d'études correspondant approximativement au baccalauréat français.

### Débuts de carrière (1959-1961)
En septembre 1959, alors âgé de 18 ans, Robert Zimmerman s’inscrit à l’université du Minnesota pour y suivre des cours de musicologie et s’installe à Dinkytown, le quartier étudiant dans la banlieue de Minneapolis, repaire de drogués et d'artistes influencés par le mouvement Beat. Peu assidu à des cours qu’il ne suit que quelques mois, il découvre le folk (Pete Seeger, Cisco Houston), « des chansons qu’on tient toujours de quelqu’un ». Il joue occasionnellement dans des cafés folk tels que The Scholar ou The Purple Onion pour 2 ou 3 dollars. C’est à cette époque qu’il commence à prendre le pseudonyme de Bob Dylan. L’origine de ce pseudonyme fut longtemps considérée comme une référence au poète gallois Dylan Thomas, que Robert Zimmerman connaissait (pas personnellement), mais il s’agirait en réalité, selon l'intéressé, de la déformation de son deuxième prénom Allen. Au Chicago Daily News qui l'interrogeait en 1965 sur l'influence de Dylan Thomas sur le choix de son nom, il rétorquait : « Non, bon Dieu non. J'ai pris Dylan parce que j'ai un oncle qui s'appelle Dillion. J'ai modifié l'orthographe mais seulement parce que ça faisait mieux. J'ai lu des textes de Dylan Thomas et ça ne ressemble pas aux miens ». Le 9 août 1962, Dylan a fait légalement changer son nom auprès de la Cour suprême.
Dylan est un jeune homme sobrement vêtu. Sa façon de jouer de la guitare est jugée à peine convenable, sa voix trop monotone, trop rauque, pas assez juste, mais il séduit. Il apprend beaucoup et rapidement : en recherche continuelle de nouvelles chansons à apprivoiser, il profite de sa culture et des discothèques folk des parents de ses amis — à une époque où les disques folk sont rares et précieux. Affabulant parfois (Dylan a ainsi prétendu être orphelin, originaire du Nouveau-Mexique), Dylan acquiert progressivement toutes les caractéristiques d'un authentique chanteur folk.
Il fait la connaissance de David Whittaker, étudiant engagé politiquement à gauche, avec qui il se lie d'amitié. Whittaker semble être l'auteur des photos du disque pirate Great White Wonder, en 1969. Whittaker fait découvrir Woody Guthrie à Dylan, qui dévore son autobiographie, Bound for Glory. En décembre 1960, Dylan prend la route pour New York afin d'y rencontrer son idole, qui séjourne au Greystone Hospital, dans le New Jersey, atteint de la chorée de Huntington. Après un séjour de quelques semaines à Chicago, Dylan arrive à New York où il fait très froid en cette fin de janvier 1961. Il se rend directement à Greenwich Village, un quartier bohème où cohabitent chanteurs, artistes et militants politiques. Le soir même, il joue au Café Wha?. Il se rend au chevet de Woody Guthrie et, au fur et à mesure de ses visites, les deux hommes sympathisent. « Ce gosse a vraiment de la voix. Je ne sais pas s’il réussira par ses paroles, mais il sait chanter », aurait dit Woody Guthrie. Dylan fait la connaissance des Gleason, chez qui Guthrie passe ses week-ends, et dont l'appartement dans East Orange s’est peu à peu transformé en un lieu de créativité autour de Guthrie, où se réunissent les plus grands noms de la scène folk, comme Cisco Houston, Jack Elliot, ou encore Pete Seeger. Ne dédaignant pas l’hospitalité des Gleason, chez qui il utilise l'immense bibliothèque et ouvre ainsi son esprit aux classiques de la littérature mondiale, Dylan étudie et répète les enregistrements de Guthrie que ceux-ci possèdent.
Arrivé à New York depuis peu, Dylan n'a donc pas tardé à nouer des relations, mais, considéré comme trop marginal par les propriétaires de café, il peine à se faire engager. Il évoquera cette période dans une chanson : « Man there said “Come back some other day, / You sound like a hillbilly / We want folk singer here” » (« Le gars m'a dit : « Reviens une autre fois / Tu sonnes comme un plouc / Nous cherchons un chanteur folk »). Cependant, en avril 1961, Dylan joue devant la société de musique folk de l’université de New York, au Loeb Student Center. À cette occasion, il rencontre Susan Rotolo, âgée de 17 ans. Dessinatrice, peintre, Suze ne représente pas le stéréotype de l’admiratrice inconditionnelle. Son implication dans les mouvements étudiants, sa connaissance de Brecht, de Rimbaud, de Villon transforment un Dylan légèrement anachronique, jouant volontiers l'ignorance, en auteur.
Lors de soirées pour débutants (des hoots, ou hootenannies) d’un club célèbre du Village, le Gerde's Folk City, Dylan est repéré par son directeur Mike Porco, qui l'engage pour deux semaines, sur les conseils de Robert Shelton, critique musical au New York Times : le 11 avril 1961 est le premier engagement d'importance pour Dylan, il joue pendant deux semaines en première partie de John Lee Hooker, un guitariste « incroyable », encore peu connu du grand public. Dylan dira par la suite : « Comme je n'avais pas l'âge requis, Mike s'est porté garant de moi auprès de deux syndicats. C'est devenu le père — le père Sicilien qui me manquait. » Lorsque Mike Porco reprogramme Dylan le 26 septembre, Robert Shelton est présent et publie trois jours plus tard un article élogieux sur « un nouveau styliste du folk », qui renforce la notoriété naissante de Dylan.

### Bob Dylan(1962)
La Renaissance Folk ne se limite pas au seul Greenwich Village : à Cambridge, en Nouvelle-Angleterre, Joan Baez et Eric Von Schmidt enthousiasment également leur public, notamment à l’Unicorn et au Club 47. C’est dans ce dernier que Dylan fait la connaissance de Carolyn Hester, une chanteuse texane de folk, qui vient de signer un contrat avec Columbia Records. Hester est à la recherche d’un harmoniciste pour l’album auquel elle travaille, et propose la place à Dylan, qui accepte. Lors des séances d’enregistrement, Dylan joue à Carolyn Hester un morceau qu’il a composé, Come Back Baby, qui séduit John H. Hammond, un des directeurs artistiques de Columbia. Au fur et à mesure des séances, Hammond prend conscience du talent de Dylan et, malgré les réticences de sa direction, lui fait signer un contrat : « J’ai vu ce gosse avec sa casquette qui jouait de l’harmonica — pas terrible d’ailleurs —, mais j’ai tout de suite été séduit. Je lui ai demandé s’il savait chanter. S’il composait. Si ça l’intéresserait d’enregistrer. » En novembre 1961, Dylan enregistre les 15 chansons de son tour de chant dans les studios de la Columbia, jouant d'une Gibson 1950, mais refusant de refaire les prises.
L’imprésario de Dylan, Albert Grossman (en), est un agent célèbre et controversé de New York : salué pour les succès auxquels il a participé, il est aussi critiqué pour ses objectifs essentiellement commerciaux, peu conciliables avec le discours contre la misère populaire que chantent les chanteurs folk. Grossman est également le cofondateur, avec George Wein, propriétaire d’un club folk à Boston, en 1959, du festival folk de Newport, et gère les carrières du Kingston Trio, d’Odetta et du trio folk Peter, Paul and Mary. Cachant son intérêt à promouvoir la carrière de Dylan, Grossman incite Izzy Young, propriétaire du Folklore Center au Village à produire le premier concert de Dylan en tête d’affiche, au Carnegie Chapter Hall, le 4 novembre 1961.
En mars 1962 paraît le premier album de Dylan (Bob Dylan). Composé principalement de reprises folk et blues, celui-ci contient également deux titres originaux : Talkin' New York et Song to Woody. Ce premier album, confiné au cénacle folk, se vend mal, à 5 000 exemplaires en un an, mais le contrat de Dylan, fermement défendu par Hammond et Johnny Cash, n'est pas rompu, comme cela fut envisagé au départ.
Depuis février 1962 paraît périodiquement Broadside Magazine, un magazine folk fondé par Agnes Cunningham à l’initiative de Pete Seeger. Des albums sont également produits par le magazine, The broadside Ballads, où Dylan apparaît sous le pseudonyme Blind Boy Grunt. Dans ce magazine, pour lequel écrivent régulièrement Gil Turner, Tom Paxton et Phil Ochs, sont publiés les textes de chansons d’actualité, les topical songs. Dylan y écrit une douzaine de textes, souvent rédigés dans l’instant, qui témoignent de sa faculté incoercible à composer sur tous les sujets, de l’inanité de la chasse aux communistes, ou encore le dégoût qu’il éprouve après l’exécution sommaire d’un jeune homme noir âgé de 14 ans, et la relaxe de ses assassins, blancs.
Porté par la puissance évocatrice de ses textes, Dylan devient la voix d’une génération excédée par les injustices et le conservatisme. Blowin' in the Wind, que Dylan compose en avril 1962, paraît dans le numéro six de Broadside. Reprise sur tous les campus et popularisée par le trio Peter, Paul and Mary, cette chanson symbolise la dimension sociale et politique qu’est en train d’acquérir son jeune auteur. Son succès commercial sans précédent doit beaucoup à l'activisme d'Albert Grossman, qui suscite d’innombrables reprises, commandées aux artistes du catalogue de la Warner — la compagnie disposant, grâce à Grossman, des droits sur la chanson.

### The Freewheelin' Bob Dylan(1963)
Blowin' in the Wind est la première chanson de son deuxième album, The Freewheelin' Bob Dylan, qu’il commence à enregistrer en juin 1962. La chanson est constituée de trois strophes, de trois vers chacune. Chaque vers comprend une question, dont la réponse, toujours identique, constitue le refrain : « La réponse, mon ami, est soufflée par le vent. La réponse est soufflée par le vent. »

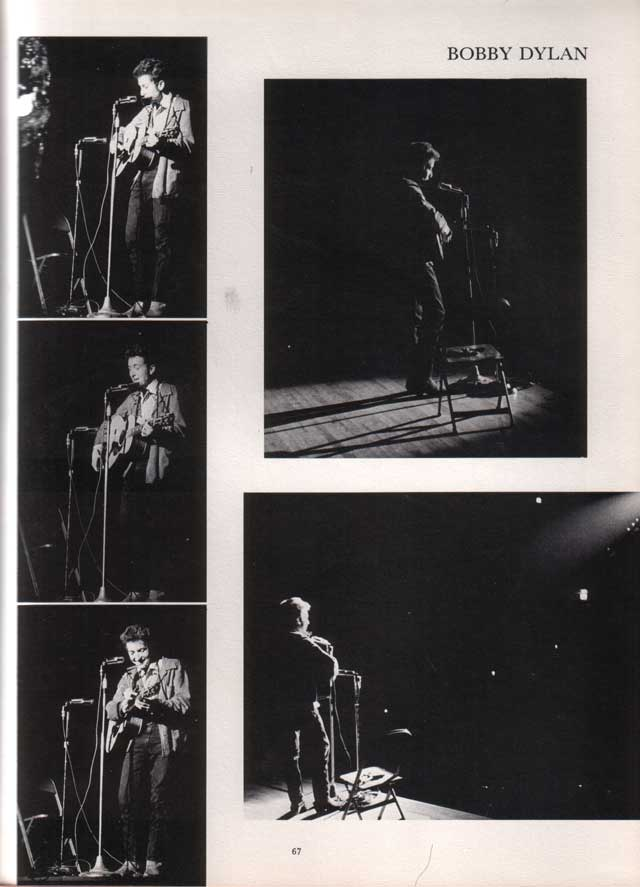
Bob Dylan à l'université de St. Lawrence, New-York, 26 novembre 1963.

Dylan compose de nombreuses chansons engagées telles que A Hard Rain's a-Gonna Fall, écrite pendant la crise des missiles de Cuba, Masters of War qui dénonce le complexe militaro-industriel et Oxford Town, à propos des évènements qui se sont déroulés à l’université du Mississippi, près de la ville d'Oxford, où James Meredith, un vétéran de l’US Air Force, a été le premier noir à être admis. Mais il rompt également avec la tradition folk de son premier album avec des titres plus intimistes tels que Don't Think Twice, It's All Right, Girl from the North Country, et Bob Dylan's Dream, révélateurs de la mythologie et du sens de la poésie qui l'habitent.
Les sessions d'enregistrement et la production de l'album, plus longue que celle du premier, révèlent également l'animosité qui oppose John H. Hammond à Albert Grossman : celui-ci conteste tout d'abord la validité du contrat qui lie CBS à Dylan, mineur lorsqu'il le signa, il s'oppose ensuite à Hammond sur la production de Mixed Up Confusion, accompagnée par un piano, une batterie, deux guitares et une basse. Le simple, qui comprend également Corrina, Corrina, ne concorde pas avec l'image de chanteur de folk de Dylan et est rapidement retiré de la vente.
Découvert par le réalisateur Philippe Saville à Greenwich Village, Dylan part pour Londres en décembre 1962 et participe à une pièce télévisée : Madhouse on Castle Street, diffusée le soir du 13 janvier 1963 à la BBC. La pièce décrit l'histoire d'un jeune homme rebelle qui s'enferme dans une pension et refuse d'en sortir, sa sœur et son voisinage tentent d'en découvrir la raison. Dylan est d'abord pressenti pour jouer le rôle principal, mais, constatant le manque de naturel de Dylan lorsqu'il joue, Saville réécrit la pièce et attribue à Dylan un rôle de narrateur chantant. Dylan interprète quatre chansons dont Blowin' in the Wind, dont c'est la première diffusion, l'original de l'enregistrement fut détruit en 1968 et aucune copie n'a depuis été retrouvée.

Signature de Bob Dylan

Le 12 mai 1963, Dylan doit participer au Ed Sullivan Show, une émission accueillant tous les styles de musique populaire et dont la diffusion est nationale ; elle est présentée par Ed Sullivan et produite par Bob Precht. Ceux-ci acceptent Talkin' John Birch Society Blues, que Dylan désire interpréter, mais Stove Phelps, conseiller à la programmation de CBS, la refuse : dans cette chanson moqueuse, les membres de la John Birch Society sont ridiculisés et sont associés à Hitler. Phelps dit craindre un procès en diffamation, à la surprise de Ed Sullivan : Hootenany, une autre émission télévisée, avait accepté de diffuser une chanson du Chad Mitchell Trio, dont la cible était aussi la John Birch Society. Dylan refuse alors d'interpréter une autre chanson, et s’en va, furieux. La chanson, sous la pression des avocats de CBS, est également retirée de l'album The Freewheelin', sur lequel elle devait figurer.
Cet épisode ne marque pas l'arrêt des apparitions télévisées de Bob Dylan : en mai est diffusée Folk songs and more folk songs, une émission des Westinghouse Studios, présentée par John Henry Faulk, y participent également les Brothers Four, Carolyn Hester (en), Barbara Dane et The Staple Singers. Dylan y interprète Blowin' in the Wind, Man of Constant Sorrow et Ballad of Hollis Brown.

### Engagement social

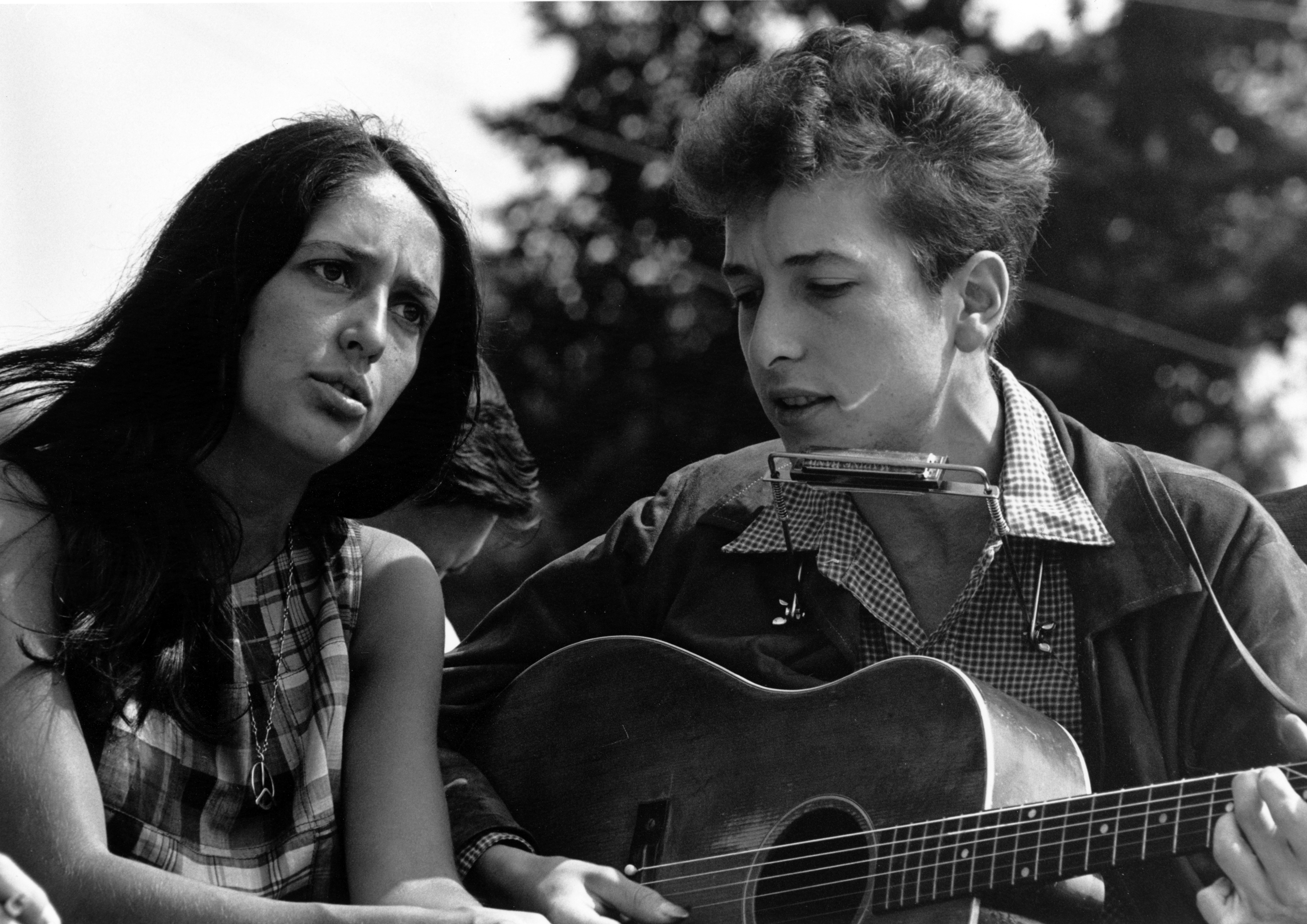
Bob Dylan et Joan Baez lors de la Marche sur Washington le 28 août 1963.

Peter, Paul and Mary chantent une version polyphonique du Blowin' in the Wind de Bob Dylan lors de la même marche.

Le 10 mai 1963, à Greenwood, dans le Mississippi, Dylan chante lors d'un rassemblement organisé par le Comité étudiant de coordination non-violente (ou SNCC), pour inciter la population noire des États du Sud à s'inscrire sur les listes électorales. Le 28 août 1963, Dylan, comme Joan Baez, Mahalia Jackson et d'autres, participe à la Marche sur Washington, où plus de 200 000 pacifistes se rassemblent pour dénoncer l'inégalité des droits civiques que subit la population noire. Après que les orateurs se sont succédé et que Martin Luther King a prononcé son célèbre discours I have a dream, il interprète sa chanson  When the Ship Comes In (sur laquelle Joan Baez le rejoint pour la chanter en duo) et Only a Pawn in Their Game, puis ils chantent à quatre la chanson Oh Lord (un gospel) ; tandis que Peter, Paul and Mary chantent en version polyphonique son Blowin' in the Wind, puis If I Had a Hammer,. Cet épisode illustre l'implication de Dylan et de nombreux autres artistes pour les droits civiques à cette période : par l'intermédiaire de Suze Rotolo, qui travaillait au CORE (le Congress of Racial Equality), et de Broadside,, il côtoie le milieu contestataire étudiant, qui milite pour les minorités, dans un contexte difficile. De même, sa présence aux concerts de Joan Baez, ainsi que leur relation amoureuse, contribuent à forger son image de héros de la contestation sociale, aux côtés de Joan.
Surgissent cependant très vite des frustrations liées à l'étroitesse et à l'inexactitude de cette image. Le 13 décembre 1963, au cours d'un banquet de charité organisé par le Comité de secours aux libertés civiques (Emergency Civil Liberties Committee, ECLC), Dylan reçoit le prix Tom Paine, récompensant « une personnalité qui a symbolisé le juste combat pour la liberté et l'égalité ». Mais, grisé par l'alcool, il prononce un discours désastreux.

« Je suis tombé dans un piège quand j'ai accepté le prix Tom Paine […]. Dès que je m'y suis pointé, je me suis senti oppressé. […] Ça m'a vraiment pris à la gorge. Je me suis mis à boire. J'ai… vu un groupe de gens qui n'avaient rien à voir avec mon genre d'idées politiques. J'ai regardé le parterre et j'ai eu la trouille. […] On aurait dit qu'ils donnaient de leur argent parce qu'ils culpabilisaient. »

— Bob Dylan, interviewé par Nat Hentof pour le New Yorker.
Dans le même article, Dylan dit également :

« Je ne fais partie d'aucun mouvement. Sinon je ne pourrais rien faire d'autre que d'être dans « le mouvement ». Je ne peux pas voir des gens s'asseoir et fabriquer des règles pour moi. Je fais un tas de trucs qu'aucun mouvement n'autoriserait. »

Joan Baez, dont il s'éloigne en 1964, le décrit ainsi : « Pour on ne sait quelle raison, à mon avis, il veut se libérer de toute responsabilité. N'importe quelle responsabilité, concernant n'importe qui, me semble-t-il. S'en tirer tout juste avec ce que les autres ont à offrir. »

### The Times They Are a-Changin'(1964)
C'est le 10 février 1964 que paraît The Times They Are a-Changin', l'album qui constitue le deuxième volet de ce qui est parfois appelé la « trilogie folk » de Bob Dylan.
Dans cet album, sur lequel Dylan a, pour la première fois, un contrôle total, il approfondit encore le registre de la topical song avec des chansons jaillies du contexte politique et social aux États-Unis : par exemple Only a Pawn in Their Game qui évoque le meurtre au début de l'été 1963 de Medgar Evers, leader de la National Association for the Advancement of Colored People du Mississippi ; ou The Lonesome Death of Hattie Carroll, inspirée par un fait divers de la banlieue de Baltimore, où un homme « de la bonne société » tua une domestique en lui assénant un coup de canne et s'en tira avec six mois de prison.
Surtout, l'album contient The Times They Are a-Changin', nouveau titre emblématique qui, deux ans après Blowin' in the Wind, devient le nouvel hymne de la jeunesse. Cette chanson résume l'ambiance des années 1960, dans laquelle une voix prophétique annonce un monde en pleine mutation, où journalistes, critiques, hommes politiques, qui n'ont plus la maîtrise des mutations en cours, ne doivent pas barrer la route aux eaux montantes du changement.
Cependant, The Times They Are a-Changin' révèle une évolution sensible chez son auteur : tout d'abord au dos de la pochette et dans un encart sont imprimés 11 Outlined Epitaphs, « 11 épitaphes esquissées », qui constituent la première publication de poésie de Dylan, et où, subjectivement, il parle plus librement de lui-même. Des allusions à la route, à la fuite y sont également récurrentes. Ces poèmes seront republiés plus tard dans Writings and Drawings et seront également le support d'une biographie de Dylan : Bob Dylan, Epitaphs 11. D'autre part, sont incluses dans l'album des chansons comme One Too Many Mornings ou Boots of Spanish Leather, où Dylan exprime des sentiments sur les femmes, l'amour, l'amitié, que les ballades folk traditionnelles se refusent à exprimer.
Son public, aussi, change : à un public d'amoureux de musique folk, calmes, aux mœurs vestimentaires sobres, succède un public pop, jeune, enthousiaste, exubérant. C'est aussi ce que remarque Terri Van Ronk, qui s'occupe de la toute jeune carrière de Dylan, à l'occasion d'un concert au Carnegie Hall le 26 octobre 1963, devant 3 000 spectateurs : « C'était très étonnant. Comme un avant-goût de la Beatlemania. La première grande ascension de Bobby était déjà là, dans ce concert au Carnegie Hall. Quand ce fut fini, nous nous retrouvâmes tous dans les coulisses, et ils cherchaient la ruse pour échapper à l'assaut des jeunes filles qui hurlaient au dehors. »

### Another Side of Bob Dylan(1964)
En février 1964, Dylan part donner plusieurs concerts à travers les États-Unis pour « tester » ces nouvelles interprétations. Après le concert folk de Monterey en Californie fin mai, il s'envole pour une tournée au Royaume-Uni et un concert grandiose au Royal Festival Hall. Après Londres il fait un bref détour par la France où il avoue avoir dédié sa première chanson à Brigitte Bardot, il est également un admirateur de Françoise Hardy.
L'album suivant, Another Side of Bob Dylan, enregistré en un jour, en juin, paraît le 8 août 1964. C'est un album dans la continuité de Freewheelin', qui reste fidèle à l’idiome folk (guitare et harmonica), mais ne contient plus de chanson protestataire à proprement parler. Ici aussi, des poèmes accompagnent l'album.
Les thèmes centraux de cet album sont l'amour, la liberté individuelle, les rapports humains. Dylan y aborde également un autre thème d'importance : la futilité de l'engagement, évoquée notamment dans My Back Pages. Dylan s'y moque de lui-même, de sa vision passée manichéenne, et juge que les vieux discours et autres symboles ne sont que futilités et mensonges (« Ah j'étais si vieux alors / Je suis plus jeune que ça maintenant »).
Dylan participe ainsi à la création d'un climat culturel qui va permettre aux artistes musicaux, plus particulièrement dans le domaine de la musique rock, de faire partager leur vision poétique, de dépasser les limites de la chanson d'alors. Lors de l'enregistrement en studio de l'album, Dylan confie à Nat Hentoff, journaliste au New Yorker : « Il n'y aura pas de chanson protestataire dans cet album. Ces chansons, je les avais faites parce que je ne voyais personne faire ce genre de choses. Maintenant beaucoup de gens font des chansons de protestation, pointant du doigt ce qui ne va pas. Je ne veux plus écrire pour les gens, être un porte-parole. […] Je veux que mes textes viennent de l'intérieur de moi-même. »
L'album est mal accueilli par la critique et par le milieu folk, lui reprochant notamment son excès de subjectivité, son manque d'esthétisme. Un journaliste le critique sur le ton de la parodie : « Mais Bob / il a deux problèmes / des petits / la langue qu'il écrit / est pas de l'anglais / la mesure qu'il bat / est pas de la chanson / et c't'espèce d'/ intellectualisme inverti / fait rien que / me barber à mort. »

### Première périoderock(1964–1966)
Le 28 août 1964, Dylan rencontre pour la première fois les Beatles à leur hôtel à New York, lors de leur tournée américaine. Au-delà de l'initiation, ou non à la marijuana des seconds par le premier, cette rencontre marque le début de leur influence artistique réciproque au cours des années 1960 : alors qu'au début de 1964 Dylan avait observé avec attention l'ascension des Beatles, ceux-ci étaient sensibles « aux paroles et à l'attitude […] incroyablement originales et géniales » de Dylan. En 1965, lors de la tournée anglaise de Dylan, les Beatles affichent ostensiblement leur attirance, comme le titre l'article de Ray Coleman dans le journal Melody Maker du 9 janvier : Les Beatles disent : Dylan montre la voie.
L’avenir est dans les instruments électriques. En 1965, il engage le guitariste montant de l’époque, Mike Bloomfield, surnommé « le Clapton américain », et enregistre un nouvel album, mi-acoustique, mi-électrique, Bringing It All Back Home. Son public folk ne suit pas et boude l’album, pourtant encore assez proche des précédents, même sur les titres avec instruments électriques. L'album est classé numéro un au Royaume-Uni alors qu'il n'atteint que la sixième place dans les charts aux États-Unis. Seulement trois mois plus tard paraît Highway 61 Revisited. Entièrement électrique, l’album s'appuie majoritairement sur un son rock basique, très incisif. Là où les morceaux de l’album précédent n’étaient souvent que du folk « électrifié », les nouvelles compositions laissent libre cours aux guitares rageuses et aux orgues tortueuses. Les paroles, abstraites et imagées, se démarquent également de la sobriété folk. Les admirateurs du chanteur sont perplexes : Bob Dylan est pour eux la perpétuation d'une tradition solidement ancrée, entre musique américaine des origines et engagement social, tandis que le rock est perçu comme une musique commerciale, dansante et vulgaire. Dylan, soutenu par un petit groupe de garage rock, The Hawks (qui deviendra plus tard The Band), part en tournée : c'est, à l’époque, la plus longue tournée jamais entreprise. Dylan joue ses nouvelles chansons partout dans le monde, et il est parfois hué, notamment à Manchester le 17 mai 1966 (lors du fameux concert longtemps connu sous le nom « The Royal Albert Hall concert », en raison d'une confusion apparue lors de la diffusion de l'enregistrement bootleg) : lors d'un intermède entre deux chansons un homme lui hurle « Judas! », à quoi Dylan répond « I don't believe you… you're a liar! » (Je ne vous crois pas… vous êtes un menteur !), puis s'adresse à son groupe en disant « Play fucking loud! » (Jouez fort, putain !), avant d'entamer une version particulièrement rageuse de Like a Rolling Stone. Le divorce est consommé : Dylan ne sera jamais là où on l'attend. Au milieu de cette tournée éprouvante, où le groupe joue plus fort que n’importe qui avant eux, Dylan enregistre le dernier volet de « la trilogie électrique » : Blonde on Blonde.
Enregistré en deux semaines de studio pendant lesquelles Dylan écrit souvent les paroles quelques minutes avant le début de la session, Blonde on Blonde, premier double album de l'histoire du rock, est un étrange moment de calme au milieu de la fureur de cette époque. Voix et musique s'y fondent pour nous raconter les dernières expériences de Dylan, vécues et rêvées, dans une ode à l’amour sous toutes ses formes, de la mère à la prostituée, en passant par l’amour illusoire que procure la drogue. Dylan est au sommet du monde, vibrant intérieurement de mille sensations étranges, et fait partager ses expériences dans cet album si surréaliste qu’il est difficile de le décrire. Un chef-d'œuvre hors du temps qui fait de Dylan la locomotive du rock and roll d'alors.
Le 24 juillet 1965, au Festival de folk de Newport, au lieu de s'accompagner comme à l'habitude à la guitare acoustique et à l'harmonica, il fait irruption sur scène avec trois membres du Paul Butterfield Blues Band dont Mike Bloomfield à la lead guitar omniprésente, et le pianiste Barry Goldberg, en attaquant Maggie's Farm. Le son est inouï (mais jugé exécrable, les techniciens d'alors étant inexpérimentés pour un groupe ainsi galvanisé par l'électricité). Pete Seeger, furieux de la « trahison » de Dylan, songe à couper à la hache l'alimentation électrique des amplificateurs, mais y renonce finalement. Malgré les critiques et les sifflets, Dylan continue avec It Takes a Lot to Laugh, It Takes a Train to Cry et Like a Rolling Stone. Il quitte alors la scène et revient avec une guitare sèche pour entonner It's All Over Now, Baby Blue, puis, à la demande du public, Mr. Tambourine Man (comme l'année précédente au même endroit). La prestation a fortement troublé les esprits, et déchaîné les critiques, mais conquis de nouveaux fans. Dès lors cette fusion du rock'n'roll et du protest song va s'avérer universelle.
Le 22 novembre 1965, Dylan se marie secrètement avec Sara Lownds, jeune femme de 25 ans travaillant comme mannequin,. Certains amis de Dylan, dont Ramblin' Jack Elliott, disent que ce dernier niait s'être marié dans les conversations suivant immédiatement la cérémonie. La journaliste Nora Ephron est la première à rendre la nouvelle publique, en février 1966, dans un article du New York Post intitulé « Hush! Bob Dylan is wed ».

### Racinescountry(1966–1970)
En juillet 1966, l'épopée rock and roll de Bob Dylan s’arrête plus brutalement encore qu’elle n'a commencé : la moto Triumph Bonneville du chanteur sort de la route, l’envoyant à l’hôpital, ce qui l’écarte des scènes pendant trois ans. Forcé au repos, Dylan rompt avec la vie remplie d'excès qu'il menait jusqu'alors, tandis que les rumeurs les plus folles circulent à son propos : on le croit mort, devenu fou, kidnappé par la CIA, entre autres. Sa longue retraite est l'occasion pour lui et ses amis du groupe The Band d'enregistrer des ébauches de chansons, qui sortiront dans les années 1970 sous le nom de The Basement Tapes (diffusées auparavant en circuit parallèle : l'un des tout premiers albums « pirates », paru en 1969 sous forme d'un double-LP, the Great White Wonder).
Ce n’est qu’en 1968 que Dylan refait parler de lui, avec la publication de John Wesley Harding, un album acoustique apaisé, dévoilant un Dylan moins surréaliste, davantage intéressé par le passé de son pays et les histoires populaires nimbées d’un mystère irréel. Mais il rechigne toujours à apparaître publiquement. Pour autant, ses cohortes d'admirateurs ne se sont pas calmés : Dylan est encore leur meneur et ils attendent qu’il assume son rôle. Harcelé, le chanteur se réfugie à la campagne, puis prend anonymement un appartement à New York, mais rien n’y fait. Lors du festival de Woodstock, en août 1969, Bob Dylan est attendu comme le messie (le lieu ayant été choisi expressément dans l'espoir qu'il y fasse une apparition), mais à nouveau il préfère rester à l'écart.
Ce vedettariat, dont il ne veut pas, est sans doute en partie à l’origine de la rupture de ton des deux albums suivants, où un Dylan à la voix parfois plus grave (notamment pour Lay Lady Lay sur Nashville Skyline) que celle si caractéristique qu'on lui connaissait (parfois qualifiée de « nasillarde » à ses débuts, ou « d'enrouée » plus tardivement), habillé façon cow-boy, s'essaie à la country sentimentale. Le double album Self Portrait, tout en ballades mièvres, consterne bon nombre de ses admirateurs : leur « idole » semble abandonner pour de bon la poésie de la contre-culture pour devenir un tranquille père de famille, avec des préoccupations plus prosaïques, voire égoïstes. Nashville Skyline marque la rencontre de Dylan avec un autre monstre sacré de la chanson américaine : Johnny Cash. Les chansons I Threw It All Away, leur reprise de Girl from the North Country participent à la réussite de l'album. Le double album Self Portrait, composé en majeure partie de reprises de titres folk et pop, est plus hétérogène, voire décousu. On y trouve une version épurée de l'un de ses grands succès, Like a Rolling Stone, côtoyant Let It Be Me, son adaptation de Je t'appartiens (chanson française composée par Gilbert Bécaud sur des paroles de Pierre Delanoë). Lassé d'être considéré comme une icône et « la voix d'une génération », Dylan prend ce virage artistique et ponctue Self Portrait de cordes, de cuivres et chœurs. « Je voulais leur faire quelque chose qu'ils ne pourraient décemment pas aimer » déclare le chanteur.

### Renaissances et déclins (1970–1978)

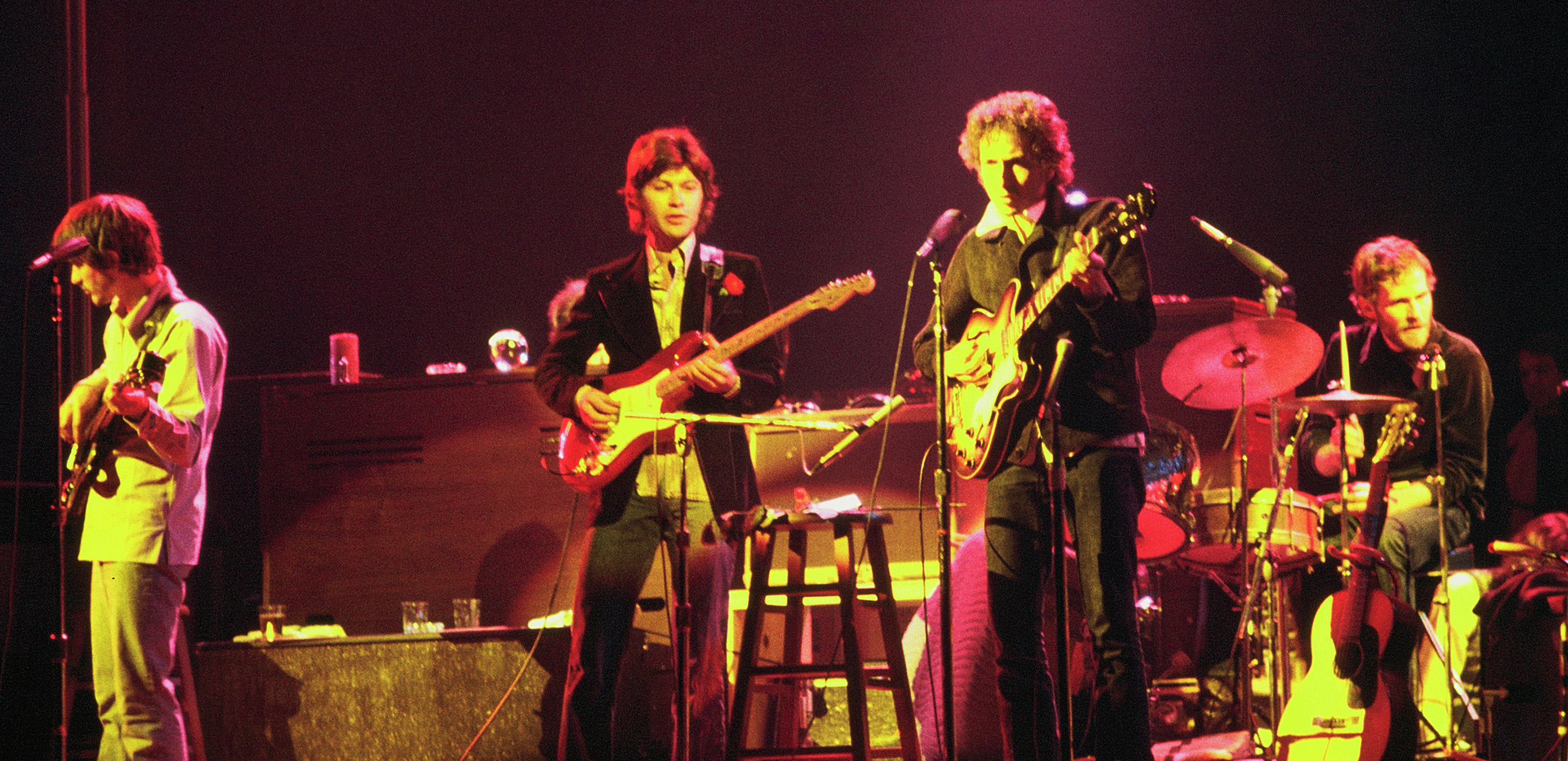
Bob Dylan et le Band en 1974.

Au début des années 1970, Dylan se consacre à sa vie de famille. Il sort New Morning, un album très serein, d'une grande maturité, abordant une palette de styles très variés (y compris une valse : Winterlude), laissant une bonne place au piano en plus des guitares électriques. Plus blues que jamais, avec des chœurs, et déjà un peu mystique (Three Angels et Father of Night), avec même une pointe d'humour léger (If Dogs Run Free) qu'on ne lui connaissait plus depuis ses débuts. The Man In Me sera repris par Joe Cocker.
Il participe au concert pour le Bangladesh organisé par George Harrison, en août 1971, à New York. Premier concert de charité de l'histoire de la musique populaire, un disque et un film en seront tirés.
En 1973 il interprète le rôle du reporter Alias dans Pat Garrett et Billy the Kid, western de Sam Peckinpah avec Kris Kristofferson (une prestation cinématographique très attendue, mais ironiquement quasi-muette — bien que cruciale dans le récit). Il en écrit la musique : en grande partie instrumentale, cette bande originale contient le tube Knockin' on Heaven's Door. Son ami Roger McGuinn (des Byrds) y participe activement et le disque sort la même année, rencontrant un franc succès.
Ce n’est qu'en 1974, après la parution de Planet Waves, un album enregistré avec The Band, que Dylan décide de repartir en tournée.
Il chante de manière plus agressive que jamais : il mord et crache les mots, joue sur leur sonorité, crie, la voix flexible, vigoureuse, sauvage et emportée. La tournée, illustrée par l'album live Before the Flood, est suivie par la sortie d'un nouvel album, Blood on the Tracks, où Dylan évoque son divorce avec Sara Lownds-Dylan (clairement évoqué dans Desire). Les chansons explorent toutes les facettes de la détresse amoureuse : l’apitoiement sur soi-même, la colère, les rechutes amoureuses, etc. Tout cela dans un style poétique proche de son « âge d'or » du milieu des années 1960, et avec un tout nouveau son, synthèse entre l’ancien et le nouveau : acoustique habillée de batteries, de basses et de claviers. Le disque remporte un grand succès, qui ne suffit pas à sortir Dylan de sa dépression, mais ne lui enlève pas non plus le sens de la répartie : à une journaliste qui lui confie son enthousiasme, il rétorque qu’il ne voit vraiment pas comment on peut aimer éprouver des sentiments tels que ceux exprimés par Blood on the Tracks.

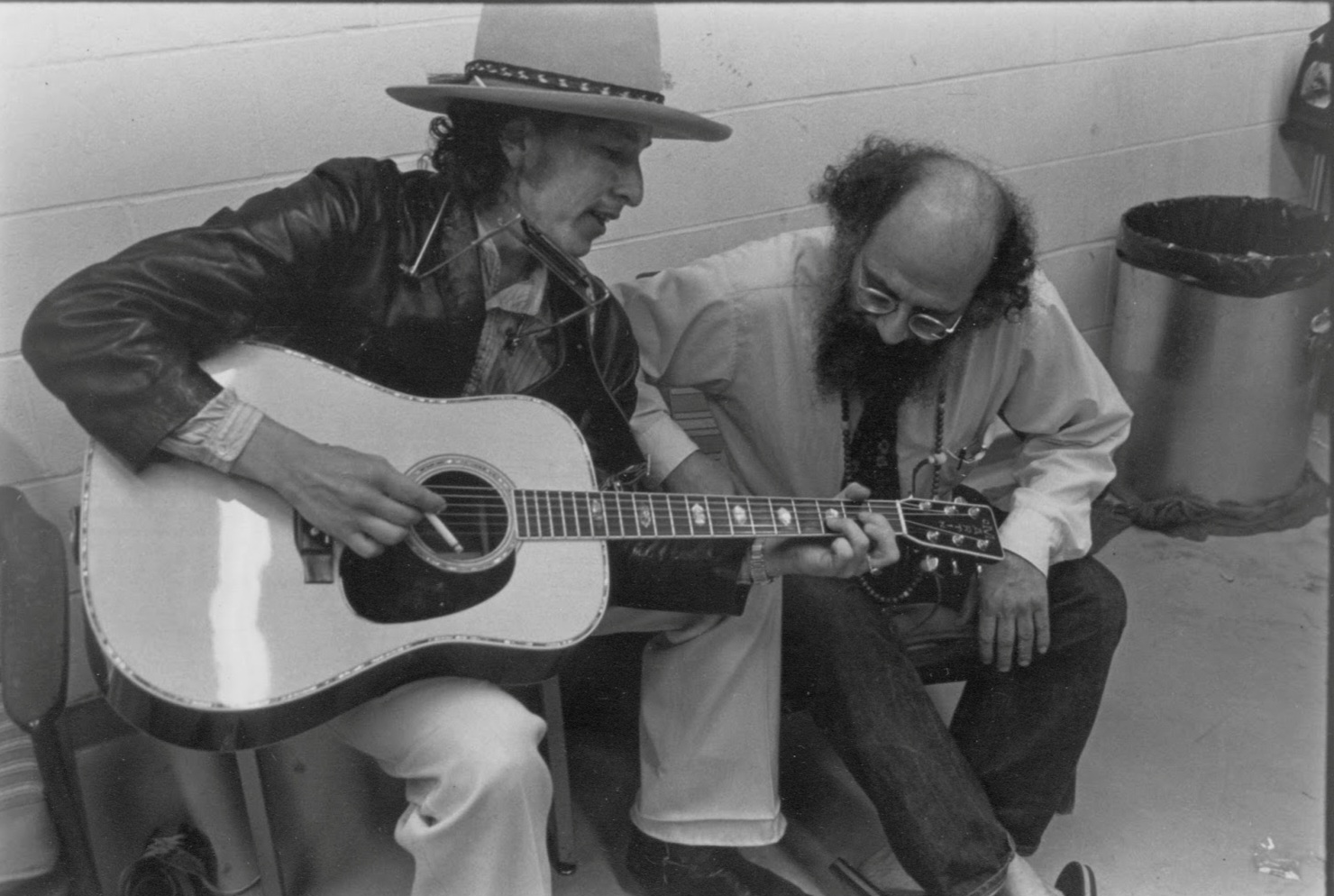
Bob Dylan et Allen Ginsberg pendant la Rolling Thunder Revue (2 novembre 1975).

À l'automne de l'année suivante, le chanteur réunit ses vieux amis, parmi lesquels la chanteuse folk Joan Baez, les guitaristes Roger McGuinn et Mick Ronson, et entame une tournée qui se veut épique et bohème, dans un esprit hippie déjà un peu dépassé à l’époque : la Rolling Thunder Revue. La caravane, forte de dizaines de fêtards et de musiciens, fait escale dans de petites salles, joue avec des musiciens de bar recrutés sur place, et un film est tourné Renaldo et Clara. Toutefois, durant la seconde moitié de la tournée, au printemps 1976, l'enthousiasme a laissé place à une lassitude qui transparaît sur l'album Hard Rain, enregistré et paru en 1976. Il faudra attendre près de 30 ans pour qu'un témoignage live des concerts de l'automne 1975 soit publié, dans le cadre des Bootleg Series.
Entre les deux segments de la tournée, Dylan sort l'album Desire, résultat d'une collaboration avec le parolier Jacques Levy. Cette idée aboutit à des récits nimbés de mystère pleins de pyramides, de gangsters et de voyous, habillés par une orchestration très riche où le violon, tenu par Scarlet Rivera, musicienne rencontrée par hasard pendant la tournée, occupe une grande place. On y trouve également pour la première fois depuis plus de dix ans un chant de protestation : Hurricane, qui raconte le procès du boxeur Hurricane Carter emprisonné pour meurtre, et que Dylan est alors résolu à faire libérer.
L'année 1977 sera principalement consacrée au montage de Renaldo et Clara, qui sera mal compris par les critiques et le public. Après un premier montage d'une durée de quatre heures, Dylan le remonte, coupe, édite, pour aboutir à une version de deux heures. Il entreprend une nouvelle tournée mondiale au Japon avec une série de concerts qui feront l'objet du double album Live at Budokan, réservé dans un premier temps exclusivement au marché japonais, avant que Columbia ne décide de le sortir mondialement. Au retour de sa tournée et avant de repartir pour sa première tournée européenne depuis 1966, Dylan enregistre en une quinzaine de jours, dans son propre studio Rundown Studios de Santa Monica, un nouvel album, Street-Legal, lequel est publié en juin 1978.

### Période chrétienne (1978–1981)
En 1978, il affirme avoir vécu une nouvelle naissance et être devenu chrétien évangélique, membre de la Vineyard Fellowship de San Fernando Valley,. Si le premier disque de cette période, Slow Train Coming, avec notamment Mark Knopfler à la guitare et Tim Drummond à la basse, se révèle remarquablement singulier et novateur dans son œuvre, les suivants sont plus traditionnels : les textes et les arrangements sont souvent inspirés du gospel, comme pour un retour aux sources, aux « roots » de cette musique qu'il a contribué à révolutionner. La production y est soignée, habillant notamment sa musique de chœurs et de cuivres, fervents, dans Saved, et Shot of Love. Dans ce dernier opus il rend hommage à Lenny Bruce (humoriste et activiste notoire aux États-Unis, inventeur du stand-up). On y retrouve un membre des Beatles (Ringo Starr), et un membre des Rolling Stones (Ron Wood).

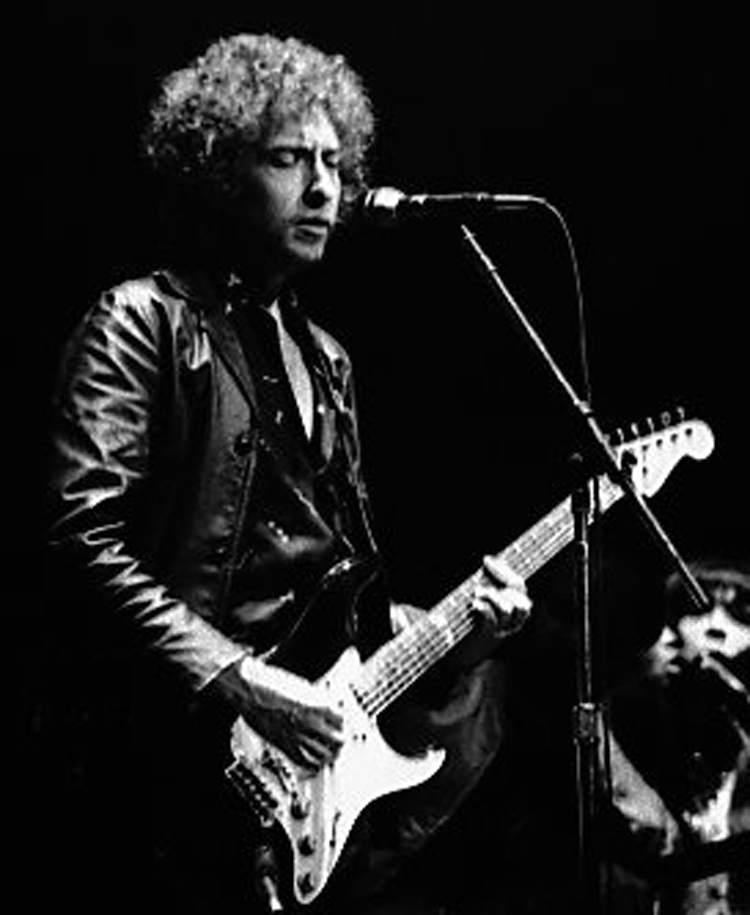
Bob Dylan Gospel Tour, Toronto, Canada,1980.

Dans Man Gave Names to All the Animals, il sort un premier morceau reggae qui sera un succès commercial. Les paroles donnent des signes avant-coureurs des grands concerts de charité du milieu des années 1980, le Live Aid et le Farm Aid auxquels il participera.
Le fait que Dylan soit ostensiblement devenu chrétien l'a éloigné de plusieurs disciples et collègues. Peu de temps avant son assassinat, John Lennon enregistre Serve Yourself (sv) en réponse à la chanson Gotta Serve Somebody (ce titre a valu à Dylan un Grammy Award comme « Best Male Rock Vocal Performance » en 1979.
En 1981, quand la foi de Dylan est révélée à l'opinion publique et abondamment commentée, Stephen Holden écrit dans le New York Times que « ni son âge (il a 40 ans), ni sa conversion au christianisme très médiatisée n'ont modifié son tempérament essentiellement iconoclaste ».

### Années 1980
En 1983, Dylan met fin à sa période « chrétienne » et enchaîne avec Infidels, dont les thèmes tournent autour de la spiritualité de manière plus nuancée que dans la trilogie précédente, incluant les sentiments amoureux, la sémantique rastafari (comme dans le titre I & I), et quelques réflexions sociétales (comme dans Union Sundown). Il aborde de nouveau des thématiques plus concernées par l'actualité que par l'éternité. De son propre aveu, le chanteur a perdu quelque chose de son « feu sacré » : les chansons ne viennent plus avec la même facilité qu’avant, et son enthousiasme s'est érodé. Toutefois, selon Michael Gray[source insuffisante], les sessions pour cet album, produit à nouveau par Knopfler, ont abouti à plusieurs chansons notables que Dylan a laissées de côté par manque de jugement, et qui seront en partie diffusées via le bootleg de 1983 Rough Cuts, et publiées plus tard officiellement dans la compilation d'inédits Bootleg Series 1-3 Rare & Unreleased 1961-1991).
En 1987, il s'associe avec Grateful Dead pour une série de concerts : un album intitulé Dylan and the Dead regroupe un florilège des nombreux morceaux joués en commun, et le Grateful Dead inclut systématiquement par la suite plusieurs morceaux de Bob Dylan lors de chacun de ses concerts proposant ainsi sa propre lecture de ces morceaux[réf. souhaitée]. Sur les conseils de Bono, le chanteur de U2, il enregistre ensuite avec le producteur Daniel Lanois l'album Oh Mercy,. En 1988 et 1989, il fait partie du super groupe éphémère les Traveling Wilburys pour deux albums, regroupant, sous des pseudonymes, outre Bob Dylan, George Harrison, Jeff Lynne, Tom Petty et Roy Orbison.

### Reprisesfolketblues(1992–1995)

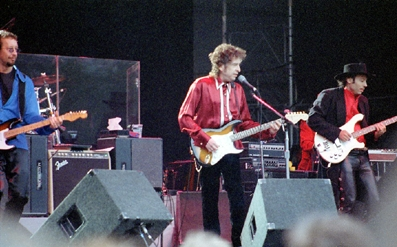
Bob Dylan en concert à Stockholm en 1996.

Alors que sa maison de disques commence à éditer des coffrets regroupant ses archives, Dylan entame la décennie 1990 avec les albums Good as I Been to You et World Gone Wrong, entièrement composés de reprises de vieux titres folk et blues. On peut donc penser[Interprétation personnelle ?], au vu de la qualité de ce qu'a composé Bob Dylan par la suite, qu'il s'agit pour lui d'un nouveau départ[réf. nécessaire].

### Renaissance sans fin (1997–2009)

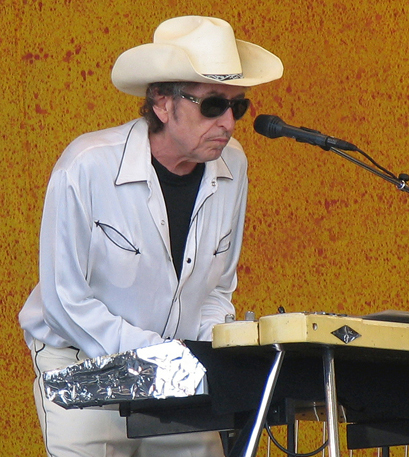
Bob Dylan au Jazzfest de La Nouvelle-Orléans en 2006.

Depuis la fin des années 1980, Dylan enchaîne les concerts sur les cinq continents. Ce « Never Ending Tour (en) » (une appellation désapprouvée par Dylan) est l’occasion pour lui de revisiter ses standards en laissant la part belle à l’improvisation[réf. souhaitée] : son groupe change de set-list tous les soirs, et ne rejoue quasiment jamais une chanson de la même façon d’un soir sur l’autre[réf. souhaitée].
En 1997, Dylan s’associe à nouveau avec Daniel Lanois pour enregistrer Time Out of Mind, son premier album de compositions originales depuis sept ans. Jalonné de compositions habitées[réf. nécessaire], Time Out of Mind est une chronique désespérée mais bien vivante de la vieillesse d’une vedette du rock. Dylan y pose un regard sans complaisance sur son âge[réf. souhaitée], évitant au passage les clichés rock and roll.
En 2000, il obtient le prix Polar Music.
En septembre 2001 sort Love and Theft. Très bluesy et jazzy, dépouillé et proche du son de ses concerts, ce nouvel album est nettement plus enthousiaste que ses précédents. Ce n'est que cinq ans plus tard, en août 2006, que sort son successeur, Modern Times, dont le titre fait référence au film homonyme de Charlie Chaplin. Modern Times est généralement considéré comme le troisième volet d'une trilogie commencée avec Time Out of Mind, bien que Dylan lui-même considère que, si trilogie il doit y avoir, elle s'ouvre plutôt sur Love and Theft. Produit par Dylan et enregistré dans des conditions quasi live avec le groupe qui l'accompagne sur scène, Modern Times retrouve les accents de jazz, de ragtime, de bluegrass et de rockabilly de Love and Theft, dans une ambiance plus feutrée et glamour, qui fait référence à l'âge d'or des années 1930 : celle des postes à galène, de Bing Crosby et de Louis Armstrong. Pour accompagner la sortie de cet album, Dylan déclare dans le magazine Rolling Stone que rien de ce qui a été fait depuis les vingt dernières années n'a grâce à ses yeux[réf. souhaitée].

Graffiti à Manchester, Grande-Bretagne, 2006.

D’autre part, alors que Martin Scorsese lui consacre le film documentaire No Direction Home, Dylan finalise la rédaction de la première partie de ses mémoires, Chroniques, Volume 1. Ce livre présente sa vision personnelle sur des périodes mal connues de sa vie, comme ses débuts à New York, ou l’enregistrement de Oh Mercy en 1989. La parution régulière des Bootleg Series, enregistrements jadis uniquement disponibles sous forme de disques pirates (bootlegs en anglais) de piètre qualité, désormais remasterisés et publiés officiellement, lève le voile sur des prestations légendaires audibles pour la première fois par le grand public[réf. souhaitée]. (Le huitième volume de cette série, Tell Tale Signs: Rare and Unreleased 1989-2006, est sorti en octobre 2008.)
En octobre 2007 sort la compilation Dylan 07, ainsi que le remix inclus de Most Likely You Go Your Way and I'll Go Mine par le DJ Mark Ronson. En décembre de la même année, le film de Todd Haynes I'm Not There s'inspire « des nombreuses vies » et chansons de Bob Dylan, qui y est interprété par six acteurs et une actrice. Dylan obtient le prix Pulitzer de musique en avril 2008, « pour son profond impact sur la musique populaire et la culture américaine, à travers des compositions lyriques au pouvoir poétique extraordinaire », selon le jury. Fin avril 2009, Dylan sort son trente-troisième album : Together Through Life, issu d'une collaboration avec Robert Hunter, parolier du Grateful Dead. En octobre de la même année paraît Christmas in the Heart, un album de reprises de chants de Noël dont les bénéfices sont intégralement reversés à diverses œuvres caritatives.

### Années 2010
Une tournée européenne a lieu fin 2011 avec Mark Knopfler, avec qui il a enregistré Slow Train Coming. En mars 2012, le musicien et chanteur David Hidalgo, du groupe de rock mexicain Los Lobos (qui a déjà travaillé sur Together Through Life et Christmas in the Heart), annonce que Dylan travaille sur un nouvel album studio aux consonances mexicaines, dans les studios de Jackson Browne, à Los Angeles. L'album intitulé Tempest sort le 11 septembre 2012. Tempest est largement défendu sur scène au cours des concerts du « Never Ending Tour » de 2013 et 2014 : six titres de Tempest constituent désormais presque systématiquement l'ossature des setlists du groupe[réf. souhaitée].
Fin 2014, en rappel de presque toutes ses dates américaines, Dylan reprend le standard Stay With Me de Frank Sinatra. C'est un aperçu de ce qui constituera son prochain album[réf. nécessaire]. C'est un Dylan extrêmement appliqué qui livre ces performances, certaines lui valant même, lors des dates finales de la tournée au Beacon Theater de New York, une ovation de plusieurs minutes[réf. souhaitée]. Un article de Rolling Stone souligne alors avec enthousiasme le retour d'une forme d'implication certaine dans les performances vocales du songwriter qui assure désormais un spectacle efficace et rodé[réf. souhaitée].
Shadows in the Night, le trente sixième album studio de Bob Dylan, sort en février 2015. L'accueil critique de cet album de reprises est extrêmement positif, la presse internationale salue la qualité d'interprétation de ces standards, enregistrés en condition live, et la performance habitée de Dylan[réf. souhaitée]. En France, le mensuel Les Inrocks qualifie ainsi Shadows in the Night : « […] Un album de ballades éternelles, dont la grâce incontestable doit beaucoup à ses musiciens. […] Dylan n’a plus qu’à y poser sa voix, du coup adoucie et languide, de moins en moins astringente. » Y figure la reprise de Autumn Leaves, adaptation par Frank Sinatra du standard d'Yves Montand Les feuilles mortes. Dans la foulée, le « Never Ending Tour » reprend, les setlists incluant en général deux extraits de Shadows in the Night en milieu et fin de concert.
Le 2 mars 2015, le single intitulé The Night We Called It a Day se voit doté d'un clip, réalisé par Nash Edgerton. La vidéo, présentée en noir et blanc, reprend avec ironie les procédés visuels de grands films noirs. Dylan y interprète un gangster. Le 20 mai 2015, à l'occasion de son ultime présentation du célèbre Late Show, David Letterman invite Bob Dylan. C'est la première apparition télévisée de ce dernier depuis 1984, au sein de cette même émission. L'artiste y interprète The Night We Called It a Day, après avoir été présenté par Letterman comme « le plus grand chanteur et songwriter de l'époque moderne ».
Le 13 octobre 2016, à la surprise générale, le prix Nobel de littérature est attribué à Bob Dylan « pour avoir créé de nouvelles expressions poétiques ». Au journal britannique The Telegraph, il a confessé en être très étonné. « C'est dur à croire ! », a-t-il déclaré, brisant deux semaines de silence de manière assez lapidaire. Il est le premier poète musicien à être récompensé par l'académie depuis la création du prix en 1901. Mais le chanteur, toujours aussi réfractaire au star-system, tout en acceptant cette attribution, s'en est tenu à l'écart : « Ce qui a le don d'agacer un membre éminent de l'Académie suédoise, qui a fustigé un comportement « arrogant » de la part de l'Américain ». La secrétaire de l'Académie a déclaré avoir renoncé à le joindre. « À l'heure actuelle, nous ne faisons rien. J'ai appelé et envoyé des courriers électroniques à son collaborateur le plus proche. » Elle reconnaissait avoir obtenu « des réponses très aimables », qui comblaient ce silence dans lequel s'était réfugié l'auteur, avant qu'il annonce qu'il ne participerait pas à la cérémonie de remise des prix, car « malheureusement il avait d'autres engagements ». C'est finalement sa consœur Patti Smith qui s'est arrangée avec lui pour venir chercher la médaille le jour J. La poétesse a lu un message sincère du récompensé, avant d'interpréter avec émotion A Hard Rain's a-Gonna Fall devant l'honorable assemblée, et d'être chaleureusement applaudie. « J'ai choisi A Hard Rain's a-Gonna Fall parce que c'est l'un de ses plus beaux morceaux. À sa maîtrise très rimbaldienne de la langue américaine, il mêle une profonde compréhension des causes de la souffrance humaine, et finalement de sa résilience », avait écrit en préambule Patti Smith sur sa page Facebook.
Il enregistre son discours d’acceptation du prix Nobel le 4 juin 2017 à Los Angeles.

### Années 2020
Le 8 mai 2020, Dylan annonce la sortie de son 39e album studio, Rough and Rowdy Ways, pour le 19 juin 2020. Il s'agit de son premier album de chansons originales depuis Tempest en 2012,,.
Trois titres ont été révélés au public en amont de la sortie de l'album : Murder Most Foul le 27 mars, I Contain Multitudes le 17 avril, et False Prophet le 8 mai. Le premier single, Murder Most Foul, long de 17 minutes, se réfère à l'assassinat du président Kennedy en 1963. En décembre 2020, le groupe Universal Music rachète l’intégralité du catalogue de Bob Dylan, il cède certains des morceaux les plus célèbres comme Blowin in the Wind, ou encore Like a Rolling Stone. Selon le New York Times, la transaction pourrait dépasser les trois cents millions de dollars.

### Vie privée
Le 22 novembre 1965, à Wilmington, Dylan épouse Sara Lownds, mannequin (née Shirley Marlin Noznisky le 28 octobre 1939 dans le Delaware). Ce mariage reste secret jusqu'en février 1966, quand paraît dans le New York Post un article de la journaliste Nora Ephron intitulé « Hush! Bob Dylan is wed » (Chut ! Bob Dylan est marié).
Ils ont quatre enfants : Jesse Dylan, né le 6 janvier 1966, Anna Leigh, née le 11 juillet 1967, Samuel Isaac Abraham, né le 30 juillet 1968, et Jakob Luke Dylan, né le 9 décembre 1969 à New York. Bob Dylan a également adopté la fille de Sara d'un mariage antérieur, Maria Lownds (devenue Maria Dylan, née le 21 octobre 1961). Bob Dylan et Sara divorcent le 29 juin 1977. Maria s'est mariée au musicien Peter Himmelman (en). Depuis 1989, leur fils Jakob est le chanteur principal et le parolier du groupe de rock de Los Angeles The Wallflowers. Jesse Dylan est un réalisateur et un homme d'affaires prospère et Samuel Isaac Abraham Dylan est devenu photographe.
Le 4 juin 1986, Bob Dylan épouse la choriste Carolyn Dennis (en),. Leur fille, Désirée Gabrielle, naît le 30 janvier 1986 à Los Angeles. Dylan et Carolyn Dennis divorcent en octobre 1992,.
Dylan aurait une autre fille prénommée Narette, née d'une relation avec Clydie King (née Clydie May Crittendon le 21 août 1943 à Dallas, au Texas). Clydie King fut la choriste de Bob Dylan sur Saved en 1980, Shot of Love en 1981, et Infidels en 1983.

### Distinctions
- 1990 :  Commandeur de l'ordre des Arts et des Lettres
- 1998 : Grammy Award de l'album de l'année pour Time Out of Mind
- 2000 : Oscar de la meilleure chanson originale pour Things Have Changed, chanson tirée du film Wonder Boys
- 2013 :  Officier de la Légion d'honneur[110]
- 2016 : Prix Nobel de littérature
- En juin 2017, l'astéroïde de la ceinture principale (337044) Bobdylan est nommé en son honneur.

## Analyses

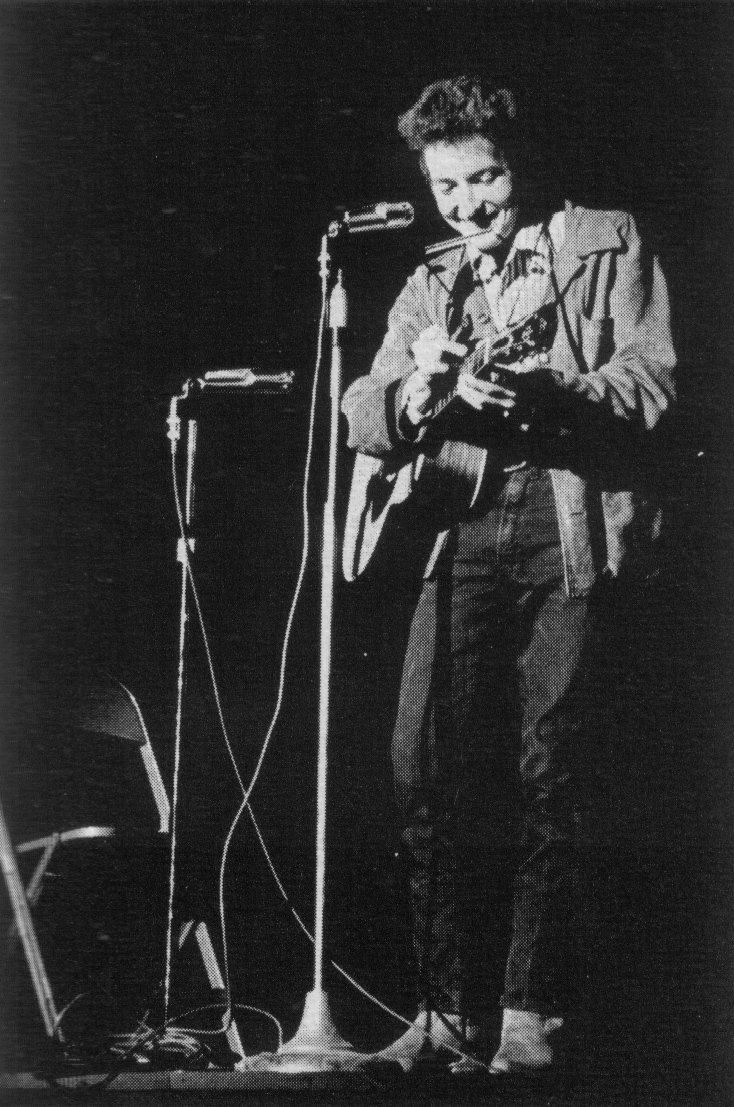
Bob Dylan en novembre 1963

### Passages au FestivalFolkde Newport
Le 3 août 2002, le retour de Bob Dylan au festival de folk de Newport fut l’occasion de s’interroger sur la rupture présumée entre lui et son public en 1965. La protestation de ceux qui le conspuent est nettement perceptible sur les bandes, et n’est pas anecdotique : elle ponctuera en effet les tournées américaines et européennes qui suivront, dès lors que Dylan est rejoint par son groupe.
Révélée quatre ans plus tôt à ce même festival, Joan Baez est la tête d’affiche de l'édition 1963 et y introduit Dylan (chemise militaire kaki et blue-jeans délavés), précédé par sa renommée grandissante de chanteur protestataire. Après son tour de chant, il rejoint sur scène Peter, Paul and Mary, Joan Baez, Pete Seeger et The Freedom Singers, et la fête s’achève en chœur sur We shall Overcome. Le dimanche soir, Baez, qui chante With God on our side l’invite à la rejoindre sur scène et le festival se conclut sur le triomphe de Dylan, alors en communion totale avec son public.
En 1964, Dylan, par ses chansons, les concerts qu'il donne, est une célébrité du monde folk, tandis que les topical songs que composent des artistes tels que Phil Ochs, Tom Paxton ou Buffy Sainte-Marie sont très populaires. Dylan, qui fait trois apparitions cette année-là, chante cependant des chansons plus personnelles de l'album à paraître Another Side, telles que All I Really Want to Do, It Ain't Me Babe et To Ramona, ainsi que Mr. Tambourine Man qui figurera sur Bringing It All Back Home. Ses premiers fans le ressentent déjà comme une trahison : Irwin Silber, alors rédacteur en chef du magazine folk Sing Out!, rédigea ainsi en novembre 1964 « une lettre ouverte à Dylan » dans laquelle il manifeste son inquiétude à propos du « détachement », du « potentiel d'auto-destruction » de Dylan et de ses nouvelles chansons « centrées sur lui-même, sentimentales et cyniques » ; tandis que Paul Wolfe, un auteur de Broadside, décrivit Dylan comme « un faussaire, un hypocrite et un manipulateur de son public ».
Le 25 juillet 1965, Dylan est la tête d’affiche du festival mais, à l’image de sa tenue vestimentaire (lunettes de soleil Wayfarer et blouson de cuir), les choses ont changé. Pour lui d’abord : en mars est paru Bringing It All Back Home, composé pour moitié de morceaux acoustiques et pour moitié de morceaux à l'instrumentation rock. Puis le 20 juillet soit quelques jours seulement avant le festival est sortie Like a Rolling Stone, chanson radicalement novatrice, qu’il compte jouer au festival. Sur les ondes d’autre part : alors que les Beatles monopolisent le Top Ten, la reprise pop de Mr. Tambourine Man par les Byrds marque les esprits. Au Royaume-Uni, parallèlement à la Beatlemania, le rock renaît grâce à la redécouverte du blues (c'est d'ailleurs le sens du titre « Bringing it all back home » — soit « Ramenons tout ça à la maison »).
À l’atelier blues de ce festival est également présent le Paul Butterfield Blues Band, un groupe de blues urbain, avec guitares électriques et amplificateurs, qui connait le succès avec le titre Born In Chicago, tiré de leur premier album The Paul Butterfield Blues Band. Outre le chanteur Paul Butterfield, le groupe se compose du guitariste Mike Bloomfield, du bassiste Jerome Arnold et du batteur Sam Lay. Renforcés par le pianiste Barry Goldberg et l’organiste Al Kooper, Dylan et les musiciens du Paul Butterfield Blues Band répètent toute la nuit un nombre limité de chansons : Maggie’s Farm, Like a Rolling Stone et Phantom Engineer. Le lendemain, ils jouent ces trois morceaux, et les transitions entre chaque sont accompagnées d’un brouhaha indescriptible. Sur la demande du présentateur Peter Yarrow, de Peter, Paul And Mary, Dylan revient accompagné d’une guitare acoustique et interprète seul deux de ses succès passés : It’s All Over Now Baby Blue et Mr. Tambourine Man.
De cet événement, relaté par Robert Shelton, naquit la légende de Dylan délaissant le folk pour le rock, indifférent à l’indignation et à l’amertume de son public, tandis qu’en coulisse, les bruits les plus fous circulaient (la rumeur prétendit que le chanteur Pete Seeger, furieux, était allé chercher une hache pour couper les câbles du micro, ce qu’il démentit, de même que l'organisateur). Cependant, des arguments viennent contredire cette interprétation, notamment ceux avancés par Bruce Jackson, un des organisateurs du festival, qui a étudié de près les enregistrements qu’il avait conservés. Jackson argue tout d’abord que la première personne sifflée ne fut pas Dylan, mais Peter Yarrow, chargé de l'annoncer et dont les phrases entrecoupées par de longs silences agaçaient un public impatient. D’autre part, les applaudissements sont nourris quand Dylan apparaît, alors que les instruments électriques sont déjà installés et visibles sur la scène. Par ailleurs, quand le groupe joue, la voix de Dylan est noyée sous le volume de l’instrumentation, en raison d’une balance sonore trop hâtive. Jackson avance également que, bien que Dylan soit la tête d’affiche du festival, il ne joue que quinze minutes, alors que d’autres sont restés sur scène 45 minutes ; une partie du public aurait donc réagi à ce passage trop court. Mais il n'en reste pas moins que ce passage si bref constitue, pour plusieurs historiens, la bataille d'Hernani de la musique populaire, et l'irruption sur la scène musicale de la contre-culture des années 1960. En mariant la puissance du rock à l'introspection du poète, Bob Dylan ouvre la voie à une nouvelle vague d'auteurs-compositeurs : Jim Morrison, Neil Young, Leonard Cohen, Lou Reed, Bruce Springsteen, Patti Smith, Laura Nyro, tout en ayant une influence considérable sur les Beatles et bien d'autres, à partir du milieu des années 1960 et durant les décennies suivantes.

### Influence sur son époque
Le festival de Newport de 1965, mais aussi l’album Highway 61 Revisited, la tournée européenne de 1966, et les sessions musicales dans une bâtisse de Woodstock (Big Pink) en août 1967, ont marqué durablement l’histoire de la musique américaine. De cette « année où Bob Dylan a disjoncté », vécue par une partie de son public comme une rupture, voire une trahison, est sortie une musique qui s'est révélée, avec le recul, une des premières synthèses de la country, du folk, du blues, du rock et de la soul. Bob Dylan, avec le groupe The Band, a contribué à faire rentrer la musique populaire américaine dans l'ère moderne.
Dès ses débuts en 1961, Dylan fait parler de lui dans les milieux folk aux États-Unis en adoptant une manière de chanter très expressive, loin des standards de la chanson. Dylan a en réalité recherché davantage l'expressivité que la beauté classique. Il a considérablement expérimenté l'usage des dissonances, se faisant ainsi l’héritier direct des bluesmen des années 1930, tel Howlin' Wolf. Il a joué de sa voix et l’a fait évoluer, tout en lui gardant un timbre si particulier,.
Un autre domaine dans lequel Dylan a frappé les esprits est celui des textes : dès son deuxième album (le premier étant presque entièrement composé de reprises, comme cela se pratiquait très couramment à l’époque), il a incarné une nouvelle manière d’envisager l'écriture de chansons. Inspirés par la littérature, la poésie symboliste et surréaliste, mais aussi les « folksongs » réalistes de la grande tradition américaine, ses textes dessinent un univers intérieur d’une grande richesse. Dès le début, le thème principal de l’œuvre de Dylan est son expérience personnelle du monde, sa vision des choses, qu’elle soit réelle ou fantasmée. Le surréalisme et les images qui imprègnent la plupart de ses textes, même les plus simples, atteignent leur sommet en 1965 et 1966 lorsque Dylan délaisse le folk pour le rock 'n' roll. Les textes de cette époque ne cherchent pas à avoir un sens figé, mais à décrire des impressions et des sentiments au-delà des mots. Comme un tableau abstrait, ils peuvent acquérir un sens différent selon l’humeur de l’auditeur, tout en conservant une très forte identité. En cela, les mots de Dylan s’approchent de l’essence même de la musique, qui tire une partie de son pouvoir du fait qu’elle est le seul art à n’être aucunement figuratif, à une époque où la plupart des chansons populaires, et particulièrement les chansons rock, parlaient encore des (més)aventures sentimentales de leurs auteurs et de voitures. Elles ont considérablement influencé l'ensemble des artistes pop de l’époque, y compris les Beatles, qui ont à leur tour contribué à révolutionner l'esthétique pop, en y insufflant une ambition artistique jusqu'alors insoupçonnée.
Enfin, par son attitude de méfiance voire de défiance envers son statut de vedette, Dylan a remis en cause certaines conceptions du rôle des artistes dans la société. Adulé par le public folk et les milieux contestataires du début des années 1960, il refusa d’assumer ce rôle de musicien engagé, préférant inciter ses admirateurs à rejeter toute tutelle, comme il l’exprime dans certains de ses textes (« Don't follow leaders / Watch the parkin' meters » — « Ne suis pas les meneurs / Observe les parcmètres », dès 1965), à penser par eux-mêmes et à renoncer aux « prophètes » (auto-proclamés), de quelque bord qu’ils soient. Il a fui également toute position d'idole du public, rock ou autre. Il a refusé de se faire enfermer dans son passé, de se laisser muséifier.
Régulièrement célébré à l'échelle internationale, le répertoire de Bob Dylan inspire également plusieurs générations d'artistes français, parmi lesquels Hugues Aufray, Richard Anthony, Marie Laforêt, Johnny Hallyday, Catherine Ribeiro, Valérie Lagrange, Alain Bashung, Francis Cabrel, Sarclo, The Avener, Keren Ann, Bertrand Belin, Charlotte Gainsbourg.

## Discographie
- 1962 : Bob Dylan
- 1963 : The Freewheelin' Bob Dylan
- 1964 : The Times They Are a-Changin'
- 1964 : Another Side of Bob Dylan
- 1965 : Bringing It All Back Home
- 1965 : Highway 61 Revisited
- 1966 : Blonde on Blonde
- 1967 : John Wesley Harding
- 1969 : Nashville Skyline
- 1970 : Self Portrait
- 1970 : New Morning
- 1973 : Pat Garrett and Billy the Kid
- 1973 : Dylan
- 1974 : Planet Waves
- 1975 : Blood on the Tracks
- 1975 : The Basement Tapes
- 1976 : Desire
- 1978 : Street-Legal
- 1979 : Slow Train Coming
- 1980 : Saved
- 1981 : Shot of Love
- 1983 : Infidels
- 1985 : Empire Burlesque
- 1986 : Knocked Out Loaded
- 1988 : Down in the Groove
- 1989 : Oh Mercy
- 1990 : Under the Red Sky
- 1992 : Good as I Been to You
- 1993 : World Gone Wrong
- 1997 : Time Out of Mind
- 2001 : Love and Theft
- 2006 : Modern Times
- 2008 : Together Through Life
- 2009 : Christmas in the Heart
- 2012 : Tempest
- 2015 : Shadows in the Night
- 2016 : Fallen Angels
- 2017 : Triplicate
- 2020 : Rough and Rowdy Ways
- 2023 : Shadow Kingdom

## Composition du groupe de scène en 2024
En 2024, le groupe de scène de Bob Dylan réunit les musiciens suivants :
- Bob Dylan : voix, claviers, harmonica ;
- Bob Britt : guitare ;
- Dough Lancio : guitare ;
- Tony Garnier : basse, contrebasse ;
- Jim Keltner : batterie.

## Filmographie

### Longs-métrages
- 1973 : Pat Garrett et Billy le Kid, de Sam Peckinpah : Alias
- 1978 : Renaldo et Clara, de Bob Dylan : Renaldo
- 2003 : Masked and Anonymous, de Larry Charles : Jack Fate (également co-scénariste)

### Documentaires
- 1967 : Festival de Murray Lerner
- 1972 : Dont Look Back, de D.A. Pennebaker
- 1972 : George Harrison and Friends : The Concert for Bangladesh, de Saul Swimmer
- 1973 : Eat The Document, de D.A. Pennebaker
- 1978 : La Dernière Valse (The Last Waltz), de Martin Scorsese, dernier concert du groupe The Band, avec une pléiade d'invités prestigieux, dont Bob Dylan (qui y chante deux de ses chansons), Neil Young, Muddy Waters, Johnny Winter…
- 1990 : Hearts of Fire, de Richard Marquand
- 2005 : No Direction Home, de Martin Scorsese
- 2007 : The Other Side of the Mirror: Bob Dylan Live at the Newport Folk Festival 1963–1965, de Murray Lerner
- 2019 : Rolling Thunder Revue: A Bob Dylan Story, de Martin Scorsese

### Divers
- 2007 : I'm Not There de Todd Haynes, un film sur la vie de Bob Dylan, dans lequel l'artiste est successivement interprété par six acteurs et une actrice.
- 2008 : il compose une chanson pour le film My Own Love Song d'Olivier Dahan.
- 2025 : Un parfait inconnu, biopic de James Mangold dans lequel l'artiste est interprété par Timothée Chalamet qui chante et joue lui-même les morceaux de musique.

## Peinture

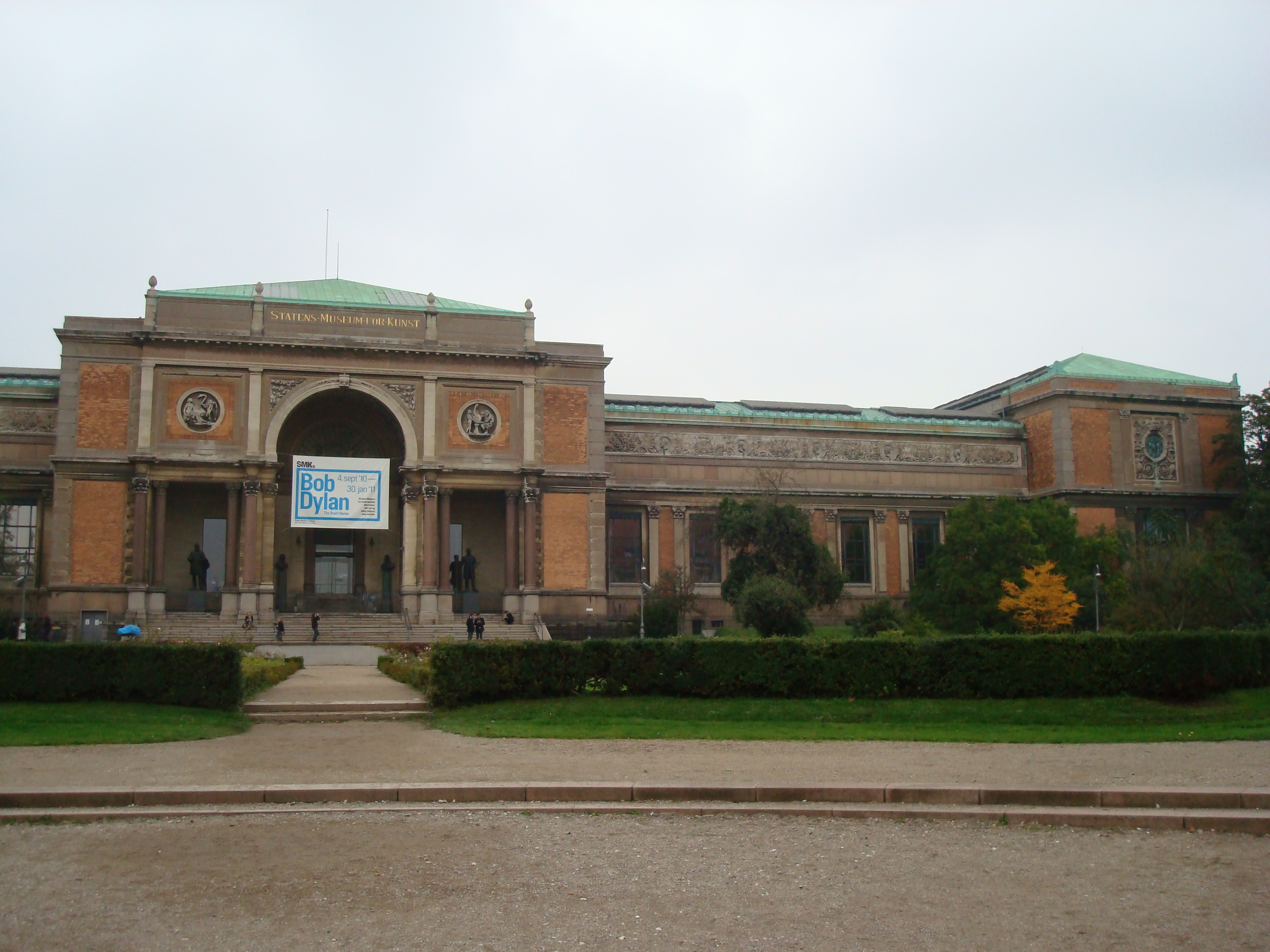
Copenhague, banderole de l'exposition Bob Dylan au Statens Museum for Kunst (2010).

Bob Dylan est aussi peintre. Il commence à peindre en 1974, sous la direction du peintre Norman Raeben. Ses toiles les plus connues ont été peintes lors de périples successifs au Brésil, dont il donne une vision toute personnelle. Sans tomber dans la dénonciation sociale, il peint des figures originales de la société brésilienne, remarquables par leurs aspects démodés (tenues traditionnelles, danses folkloriques…), à rebours des canons contemporains de la mode et de la beauté. Il cherche avant tout à donner une image la plus vivante possible, et surtout la plus matérielle, comme pour le plat de pâtes mangé par le couple du tableau The eaters.
D'autres peintures, reprenant des croquis réalisés sur la route entre 1989 et 1992, ont été exposées en 2007 et 2014.
Expositions de ses peintures :
- 2010 : La peinture de Bob Dylan, The Brazil Series, Statens Museum for Kunst (Copenhague)[126],[128],[129], du 4 septembre 2010 au 10 avril 2011.
- 2014 : Drawn Blank Series, galerie Ross Art Group, New-York[127].